# No abras nunca esa puerta
Pour plus de détails, voir Fiche technique et Distribution.
No abras nunca esa puerta est un film à suspense argentin en noir et blanc réalisé par Carlos Hugo Christensen avec la participation, des acteurs Ángel Magaña, Roberto Escalada, Ilde Pirovano, Nicolás Fregues, Arnoldo Chamot, et Rosa Martin. Le film sort le 23 mai 1952 avec le scénariste Alejandro Casona basé sur deux histoires de Cornell Woolrich (William Irish) intitulées Somedody on the Phone et Humming Bird Comes Home.

## Synopsis
Deux épisodes indépendants qui mettent en commun la porte qui sépare le bien du mal. Dans la première partie, un homme au téléphone (Ángel Magaña) tente de venger la mort de sa sœur (Renée Dumas), jeune fille qui se suicide à cause de ses dettes de jeu. Dans la seconde partie, un ex-détenu siffle lorsqu'il commet des crimes, et qui après des années d'errance rentre chez sa mère aveugle, personnifiée par Ilde Pirovano pensant que son fils est sur le bon chemin.

## Fiche technique
- Titre : No abras nunca esa puerta
- Réalisation : Carlos Hugo Christensen
- Scénario : Alejandro Casona et Cornell Woolrich
- Musique : Julián Bautista
- Cinematographie : Pablo Tabernero
- Editiion : José Gallego
- Production : Gori Muñoz
- Date de sortie : 1952

## Distribution
- Ángel Magaña	... Raúl
- Roberto Escalada	... Delincuente
- Ilde Pirovano	... Mère
- Nicolás Fregues ... Prestamista
- Arnoldo Chamot	... 	Camarero
- Carlos D'Agostino	... 	Relator radial
- Renée Dumas		Luísa
- Rosa Martín
- Diana de Córdoba
- Rafael Diserio
- Pedro Fiorito
- Norma Giménez
- Luis Mora
- Percival Murray	 ... Policier
- Luis Otero
- Alberto Quiles
- Orestes Soriani